# Savé
Savé é uma cidade no Benim, localizada sobre a ferrovia Cotonu-Paracu e a principal rodovia Norte-Sul. É conhecida pelos seus locais de rochas, popular com os escaladores.
A comuna abrange uma área de 2.228 quilômetros quadrados e até 2002 tinha uma população de 67.753 pessoas.

## Transporte
Savé é servida por uma estação do sistema de ferrovias do Benim.